# Tena Petika
Tena Petika (* 16. Juni 2000 in Koprivnica, Kroatien) ist eine kroatische Handballspielerin, die dem Kader der kroatischen Nationalmannschaft angehört.

## Karriere

### Im Verein
Petika begann das Handballspielen beim kroatischen Verein ŽRK Podravka Koprivnica, für den auch ihre Mutter Snježana Petika auflief. In der Saison 2016/17 erhielt die damalige Jugendspielerin ihre ersten Spielanteile in der höchsten kroatischen Spielklasse. In der darauffolgenden Saison erzielte die Rückraumspielerin ihre ersten Treffer im Europapokal. Im Jahr 2019 wechselte Petika zum ungarischen Erstligisten Kisvárdai KC. Da Petika bis zum coronabedingten Saisonabbruch im März 2020 nur wenige Gelegenheiten erhielt ihr Können zu zeigen, entschloss sie sich dem Ligakonkurrenten Békéscsabai Előre NKSE anzuschließen. Im Sommer 2021 kehrte sie nach Kroatien zurück und unterschrieb einen Vertrag bei ŽRK Lokomotiva Zagreb. Mit Lokomotiva gewann sie 2022 und 2023 die kroatische Meisterschaft. Ab der Saison 2023/24 stand sie beim französischen Erstligisten OGC Nice Côte d’Azur Handball unter Vertrag. Im Februar 2025 wechselte sie zum ungarischen Erstligisten Dunaújvárosi Kohász KA.
Petika schloss sich zur Saison 2025/26 dem deutschen Bundesligisten SV Union Halle-Neustadt an.

### In Auswahlmannschaften
Petika nahm mit der kroatischen Jugendnationalmannschaft an der U-17-Europameisterschaft 2017 teil, bei der Kroatien den 13. Platz belegte. Petika belegte gemeinsam mit der Russin Walerija Maslowa mit jeweils 33 Treffern den 15. Platz in der Torschützinnenliste des Wettbewerbs. Im darauffolgenden Jahr lief sie für die kroatischen Jugendauswahl bei der U-18-Weltmeisterschaft auf. Später rückte sie ins Aufgebot der kroatischen A-Nationalmannschaft. Petika ersetzte während der Weltmeisterschaft 2021 die Rückraumspielerin Ćamila Mičijević. In drei Turnierspielen erzielte sie fünf Treffer. Im folgenden Jahr gehörte sie dem kroatischen Aufgebot an, das bei den Mittelmeerspielen die Silbermedaille gewann. Petika steuerte 10 Treffer zum Medaillengewinn bei. Wenige Monate später nahm Petica an der Europameisterschaft teil, in deren Verlauf sie neun Treffer erzielte.